# Івась Хреститель з Убеди

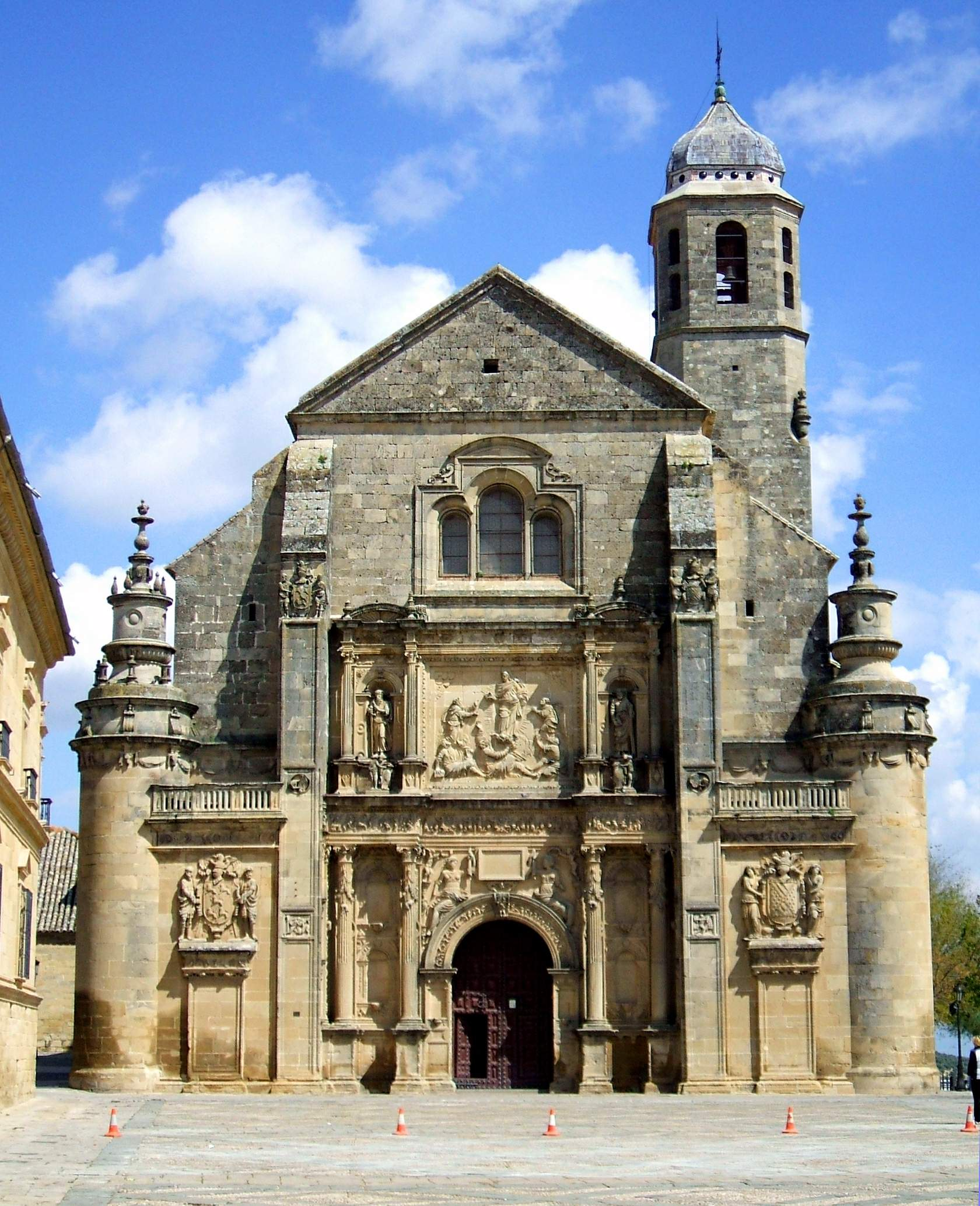
Сакра-Капілья-дель-Сальвадор, Убеда, Іспанія

«Івась Хреститель з Убеди» (італ. San Giovannino da Úbeda) — мармурова скульптура висотою 140 см, авторство якої приписується італійському скульптору та художнику Мікеланджело. Робота датується приблизно 1495—1496 роками і зберігається в муніципалітеті Убеда, Іспанія.

## Історія
Статуя вирізьблена для Лоренцо Медічі Пополано, сина П'єро Франческо протягом 1495—1496 років у Флоренції.
До липня 1936 року вона стояла біля головного вівтаря храмі Сакра-Капілья-дель-Сальвадор в Убеді, Іспанія, де її розбили іконоборці на початку громадянської війни в Іспанії. Чотирнадцять збережених фрагментів — близько 40 % оригінальної роботи — зберігалися в цій каплиці до 1995 року. Реставрація твору почалася 1995 року і тривала до 2013 року. Робота виставлялася в кількох італійських галереях до її остаточного повернення в Убеду після виставки в музеї Прадо в Мадриді в 2015 році.

## Опис
Статуя зображує юного Івана (Івася) Хрестителя, який спирається на праву ногу, а ліва зігнута в коліні. Стовбур дерева підтримує статую зліва. Ліва рука теж зігнута, підтримуючи його одяг, лежить на лівому стегні. Права теж зігнута, перед грудьми. Хлопчик-пастушок одягнений в овечу шкіру.

## Виноски
1. ↑  Michelangelo e il «San Giovannino» di Úbeda (aggiornato).
2. ↑  (ісп.)La obra invitada: El San Juanito recuperado. Una escultura de Miguel Ángel en España.
3. ↑  (ісп.)Miguel Ángel regresa a Úbeda.
4. ↑  (ісп.)La escultura ‘San Juanito’ de Miguel Ángel cobra vida en el Prado.
5. ↑  Степан Боруцький (09.03.2022). Тарас Шевченко і Святе Письмо.